# Dipartimento di Mbéré
Il dipartimento di Mbéré è un dipartimento del Camerun nella regione di Adamaoua.

## Città principali
Il dipartimento è suddiviso in 4 comuni:
- Dir
- Djohong
- Meiganga
- Ngaoui